# إدواردو كابا
إدواردو كابا (بالإسبانية: Eduardo Caba)‏ هو ملحن بوليفي، ولد في 1890 في إدارة بوتوسي في بوليفيا، وتوفي في 1953 في لاباز في بوليفيا.